# Harpactea forcipifera
Harpactea forcipifera là một loài nhện trong họ Dysderidae.
Loài này thuộc chi Harpactea. Harpactea forcipifera được Eugène Simon miêu tả năm 1910.